# منطقه حفاظت‌شده الوند
منطقه حفاظت‌شده الوند خمین در ۴۰ کیلومتری غرب شهرستان و ۳۰ کیلومتری جنوب شرقی شهرستان شازند قرار دارد. این منطقه به وسعت هفت هزار و ۲۰ هکتار منطقه ای در سال ۱۳۸۱ توسط شورای عالی حفاظت محیط زیست به عنوان منطقه حفاظت شده تعیین شد.
نام این منطقه برگرفته از کوهی به همین نام در غرب شهرستان خمین و در جنوب استان مرکزی به نام الوند است و کوه الوند کوهستانی با کمربندهای ارتفاعی متفاوت دارای صخره‌های صعب العبور و کوه‌ها و تپه ماهورهای بلند و دره‌های متعددی است.
قله الوند به عنوان مرتفع‌ترین نقطه خط الراس الوند، با ۳۱۱۰متر ارتفاع، در منطقه قره کهریز اراک، یکی از بلندترین قله‌های شهرستان اراک به‌شمار می‌رود. خط‌الرأس الوند به عنوان طولانی‌ترین خط‌الرأس استان مرکزی در واقع میان دو شهرستان اراک و خمین قرار گرفته است و بلندترین نقطه آن در شهرستان اراک با ارتفاع ۳۱۱۰ متر در مجاورت روستای خرم‌آباد (اراک) قرار دارد و ارتفاع بلندترین نقطه آن در شهرستان خمین به ۳۰۶۵ متر در مجاورت روستای لکان می‌رسد.
این کوه سومین کوه بلند و با ۲۱ کیلومتر طول، طویل‌ترین کوه استان مرکزی می‌باشد. قله الوند در ۴۰ کیلومتر شهر اراک، ۴۵ کیلومتری غرب شهر خمین و ۵۰ کیلومتری جنوب شرقی شهر شازند واقع است.
الوند منطقه‌ای کوهستان است که به‌طور مایل از شمال غرب به سمت جنوب شرق امتداد یافته و در بخش جنوبی استان مرکزی قرار گرفته است. از نظر موقعیت جغرافیایی در حد فاصلE493830 الی E494900 طول شرقی و N334200 الی N334910 عرض شمالی واقع شده است مساحت منطقه ۷۲۰۰ هکتار می‌باشد.

## منطقه حفاظت شده الوند (لکان)
منطقه حفاظت شده الوند استان مرکزی به وسعت ۸۶۱۸ هکتار در ۲۰ کیلومتری غرب شهرستان خمین و ۳۰ کیلومتری جنوب شرقی شهرستان شازند واقع شده است که دارای اقلیمی کوهستانی با کمربندهای ارتفاعی متفاوت، کوه‌ها و تپه ماهورهای بلند و دره‌های متعدد است که به لحاظ تنوع زیستی جایگاه ویژه ای دارد.
تنوع زیستی موجود در هیچ نقطه دیگری از محدوده‌های جنوبی استان مرکزی تکرار نشده است و این منطقه از نظر آب و هوایی از اقلیم نیمه خشک سرد برخوردار است.
منطقه الوند در دی ماه سال ۸۰ به عنوان منطقه شکار ممنوع انتخاب شد و پس از آن در خردادماه سال ۸۱ بر اساس مصوبه شورای عالی حفاظت محیط زیست کشور به عنوان منطقه حفاظت شده تعیین شد.
منطقه حفاظت‌شده الوند خمین بیش از ۶۰ گونه پرنده (۱۹ گونه آن حمایت شده و آسیب‌پذیر هستند) که شامل ۱۲ درصد پرندگان ایران و ۴۴ درصد پرندگان استان مرکزی است، را در خود جای داده و بیش از ۳۰ درصد پرندگان این منطقه، پرندگان شکاری حمایت شده هستند.
منطقه حفاظت شده الوند از نظر پستانداران نیز غنی است و ۸٫۸ درصد پستانداران کشور را داراست که از ۱۱ گونه پستاندار این منطقه، ۳ گونه حمایت شده است.
وجود پستانداران عمده نظیر کل و بز، قوچ و میش و گرگ، بیانگر اهمیت این منطقه است.
به گزارش ایرنا، شکل رویشی گیاهان منطقه الوند خمین شامل علفی، بوته ای، درختچه ای و درختی است که در انواع رویشگاه‌های کوهستانی، دشت‌ها و مراتع آن پراکنش دارند.
تاکنون ۹ تیپ گیاهی با ۱۱۵ گونه که ۲۰ درصد آن‌ها اندمیک است در منطقه الوند شناسایی شده است.